# Diplethmus porosus
Diplethmus porosus är en mångfotingart som först beskrevs av Carl Graf Attems 1947.  Diplethmus porosus ingår i släktet Diplethmus och familjen Ballophilidae.
Artens utbredningsområde är Peru. Inga underarter finns listade i Catalogue of Life.